# Ferrovia Asti-Genova
La ferrovia Asti-Genova è una linea ferroviaria italiana che collegava Asti a Genova e al suo porto, passando per Acqui Terme, attraverso il valico appenninico del Turchino.
L'evoluzione della rete avvenuta nei decenni ha tuttavia cambiato i percorsi dei treni che collegano le due città: il percorso di questa linea, per quanto riguarda il gestore dell'infrastruttura, è ora suddiviso in due linee distinte, la Asti-Acqui Terme e la Acqui Terme-Genova, mentre i treni che collegano direttamente Genova con Asti non percorrono più questa linea, bensì la ferrovia Torino-Genova, che transita per Alessandria.
La gestione dell'infrastruttura e degli impianti ferroviari è affidata a Rete Ferroviaria Italiana, società del gruppo Ferrovie dello Stato Italiane, che li qualifica tra le linee complementari.

## Storia
| Tratta       | Inaugurazione  |
| ------------ | -------------- |
| Asti-Ovada   | 19 giugno 1893 |
| Ovada-Genova | 18 giugno 1894 |

Il senatore Giuseppe Saracco, di Bistagno, più volte Ministro a quel tempo, si fece promotore in Parlamento della costruzione della linea ferroviaria Genova-Ovada-Acqui Terme-Asti, in modo tale da dare alla città di Asti un duplice collegamento con il porto di Genova, in affiancamento a quello attraverso i Giovi.
I lavori iniziarono verso il 1890 e il 14 novembre 1892 venne abbattuto l'ultimo diaframma della galleria Cremolino, tra Prasco e Molare. Il 19 giugno 1893 si inaugurò la tratta Asti-Ovada e successivamente, il 17 giugno 1894, la tratta Sampierdarena-Ovada.
L'esercizio della linea si svolse inizialmente con trazione a vapore. Nel 1929 la linea fu elettrificata a corrente alternata trifase, con alimentazione dalle sottostazioni elettriche di Acquasanta, Campo Ligure, Predosa e Ovada. La linea venne poi convertita a 3000 volt, corrente continua. La conversione avvenne in tre momenti: nel 1964 fu la volta della tratta Genova-Ovada, nel 1974 spettò al tronco Ovada-Acqui Terme e quindi, nel 1976, all'Asti-Acqui Terme.
Nel 1988 le stazioni di Molare e Visone furono declassate a fermate.

## Caratteristiche
| Continuation backward |

|  | Unknown route-map component "CONTgq" | Unknown route-map component "ABZg+lr" | Unknown route-map component "CONTfq" |  |

| Station on track |

|  | Unknown route-map component "ABZgl" | Unknown route-map component "CONTfq" |

| Unknown route-map component "hKRZWae" |

| Unknown route-map component "eHST" |

| Unknown route-map component "HSTeBHF" |

| Stop on track |

| Station on track |

| Unknown route-map component "HSTeBHF" |

| Unknown route-map component "eHST" |

| Small arched bridge over water |

| Unknown route-map component "CONTgq" | Unknown route-map component "ABZg+r" |  |

| Station on track |

| Small arched bridge over water |

|  | Unknown route-map component "ABZgl" | Unknown route-map component "CONTfq" |

| Small arched bridge over water |

| Stop on track |

| Station on track |

| Unknown route-map component "tSTRa" |

| Unknown route-map component "tSTRe" |

| Unknown route-map component "HSTeBHF" |

| Unknown route-map component "CONTgq" | Unknown route-map component "ABZg+r" |  |

| Station on track |

|  | Unknown route-map component "ABZgl" | Unknown route-map component "CONTfq" |

| Unknown route-map component "hKRZWae" |

| Unknown route-map component "HSTeBHF" |

| Unknown route-map component "hKRZWae" |

| Unknown route-map component "tSTRa" |

| Unknown route-map component "tSTRe" |

| Station on track |

| Unknown route-map component "tSTRa" |

| Unknown route-map component "tSTRe" |

| Unknown route-map component "HSTeBHF" |

| Station on track |

|  | Junction both to and from left | Unknown route-map component "CONTfq" |

| Unknown route-map component "STR+GRZq" |

| Station on track |

| Station on track |

| Unknown route-map component "tSTRa" |

| Unknown route-map component "tSTRe" |

| Station on track |

| Station on track |

| Unknown route-map component "tSTRa" |

| Unknown route-map component "tSTRe" |

| Stop on track |

| Unknown route-map component "tCONTgq" | Unknown route-map component "KRZt" | Unknown route-map component "tSTR+r" |

|  | Stop on track | Unknown route-map component "tSTR" |

|  | Unknown route-map component "ABZgl" + Unknown route-map component "PORTALl" | Unknown route-map component "tSTRr" |

| Station on track |

|  | Unknown route-map component "ABZg+l" | Unknown route-map component "CONTfq" |

| 5+772 |
| 0+305 |

| Small bridge over water |

|  | Unknown route-map component "SPLa+l+g" | Unknown route-map component "CONTfq" |

|  | Unknown route-map component "KRW+l" | Unknown route-map component "SPLegr" |  |  |

| 0+000   |
| 160+136 |

| Unknown route-map component "SKRZ-Au" | Unknown route-map component "SKRZ-Au" |  |

| Unknown route-map component "SPLa+vDST" | Straight track |  |

| Unknown route-map component "CONTgq" | Unknown route-map component "vABZqrl" | Unknown route-map component "vSTR+r-SHI1+r" |  |  |

| Unknown route-map component "BHFSPLe" |

| Unknown route-map component "BHFSPLa" |

| 165+288 |
| 0+000   |

| Unknown route-map component "vTUNNEL1" |

| Unknown route-map component "BHFSPLe" |

| Continuation forward |

La linea è una ferrovia a binario semplice a scartamento ordinario da 1435 mm. È elettrificata con tensione 3000 V in corrente continua.
La galleria di valico del Turchino, lunga 6447 m, è a doppio binario.
Dal punto di vista della circolazione ferroviaria, la linea è dotata di Controllo Centralizzato del traffico (CTC) fra Acqui Terme e Genova Borzoli e del Sistema di Comando e Controllo (SCC) nel nodo di Genova. Nel primo tronco, la circolazione è regolata dal Dirigente Centrale Operativo (DCO) di Ovada, mentre nel nodo la competenza è del DCO del posto centrale di Genova Teglia, sito nei fabbricati dell’ex magazzino compartimentale del quartiere di Rivarolo di Genova.

### Percorso

#### Sezione Acqui Terme-Genova
- Pendenza massima: 16 ‰
- Viadotti: 15
- Gallerie: 30
- Gallerie più lunghe:
  - Galleria del Turchino: 6447 m
  - Galleria del Cremolino: 3408 m
- Passaggi a livello: 30

## Traffico
La linea viene percorsa da treni regionali di Trenitalia, che effettuano fermata in tutte le stazioni, su due direttrici:
- Asti-Acqui Terme;
- Acqui Terme-Genova Brignole.

Sulle tratte interne alla città di Genova è in vigore il sistema tariffario integrato Trenitalia-AMT.
La linea è inoltre impiegata da alcuni treni merci, instradati da e per la bretella ferroviaria Voltri - Borzoli, al servizio del Voltri Terminal Europa (VTE). All'ingresso sud di Ovada è presente una bretella di binari che permette ai treni provenienti dalla linea del Turchino, in entrambi i sensi di percorrenza, di entrare direttamente sulla Ovada-Alessandria.